# Bressey-sur-Tille
Bressey-sur-Tille ist eine französische Gemeinde mit 1.110 Einwohnern (Stand 1. Januar 2022) im Département Côte-d’Or in der Region Bourgogne-Franche-Comté. Sie gehört zum Arrondissement Dijon und zum Kanton Chevigny-Saint-Sauveur. Die Einwohner der Gemeinde werden Bresseyliens oder Bresseyliennes genannt.
Bressey-sur-Tille wird umgeben von den Gemeinden Arc-sur-Tille im Norden, Remilly-sur-Tille im Osten, Magny-sur-Tille im Süden und Dijon im Westen.

## Bevölkerungsentwicklung
| Jahr                       | 1962 | 1968 | 1975 | 1982 | 1990 | 1999 | 2006 | 2016 | 2019 |
| Einwohner                  | 58   | 175  | 198  | 470  | 499  | 549  | 636  | 1105 | 1127 |
| Quellen: Cassini und INSEE |      |      |      |      |      |      |      |      |      |